# Hennie Kuiper
Hendrikus Andreas (Hennie) Kuiper (Noord Deurningen (Overijssel), 3 februari 1949) is een Nederlands voormalig wielrenner, die als professional actief was van 1973–1988. Daarna is hij tot en met 1996 ploegleider geweest. Hij wordt gezien als een van de beste Nederlandse wielrenners aller tijden.

## Carrière
Kuiper werd in 1972 olympisch kampioen op de weg en in 1975 wereldkampioen op de weg. Hij won in de Tour de France twee keer (1977 en 1978) de etappe naar Alpe d'Huez en werd twee keer tweede in het eindklassement, doch droeg hij nooit de gele leiderstrui. Kuiper richtte zich aanvankelijk op de grote rondes, maar ontpopte zich in de tweede helft van zijn carrière tot winnaar van grote klassiekers. Hij is nog steeds de enige Nederlander die vier van de vijf wielermonumenten wist te winnen, namelijk Milaan-San Remo, Ronde van Vlaanderen, Parijs-Roubaix en de Ronde van Lombardije (in Luik-Bastenaken-Luik was de tweede plaats zijn beste prestatie). Na zijn actieve carrière was Kuiper enige tijd actief als ploegleider. Eerst van een Duitse ploeg (Stuttgart, het latere Telekom), daarna van een Amerikaanse ploeg (Motorola) (met daarin onder andere Lance Armstrong). In 1997 was hij interim-ploegleider van de nationale vrouwenploeg voor het WK in San Sebastian dat jaar.

## Belangrijke successen
1972 (Amateur)
- Wegwedstrijd Olympische Spelen
- Eindklassement Ronde van Groot-Brittannië

1973
- 2e etappe Ronde van de Aude

1974
- Nederlands kampioenschap veldrijden
- Eindklassement Ronde van Indre en Loire

1975
- Nederlands kampioenschap veldrijden
- Nederlands kampioenschap wielrennen
- 18e etappe Ronde van Spanje
- Wereldkampioenschap wielrennen

1976
- 3e etappe Ronde van Zwitserland
- Eindklassement Ronde van Zwitserland
- 4e etappe Ronde van Spanje
- 4e etappe Ronde van Frankrijk

1977
- 17e etappe Ronde van Frankrijk

1978
- Proloog Dauphiné Liberé
- 16e etappe Ronde van Frankrijk

1981
- Ronde van Vlaanderen
- Ronde van Lombardije

1982
- GP van Wallonië

1983
- Parijs-Roubaix
- GP Zele

1985
- Milaan-San Remo

## Overwinningen
| Seizoen | Klassiekers                                | Etappekoersen            | Grote Rondes | Kampioenschappen           | Overige eendaagse wedstrijden | Zesdaagses | Etappes                                                                        | Totaal aantal zeges |
| ------- | ------------------------------------------ | ------------------------ | ------------ | -------------------------- | ----------------------------- | ---------- | ------------------------------------------------------------------------------ | ------------------- |
| 1973    |                                            |                          |              |                            |                               |            | 1 rit Tour de l'Aude                                                           | 1                   |
| 1974    |                                            | Tour de l'Indre-et-Loire |              |                            | G.P. Union Dortmund           |            |                                                                                | 2                   |
| 1975    |                                            |                          |              | WK, Wielrennen, Veldrijden |                               |            | 1 rit Ronde van Spanje                                                         | 4                   |
| 1976    |                                            | Ronde van Zwitserland    |              |                            |                               |            | 1 rit Ronde van Zwitserland, 1 rit Ronde van Spanje, 1 rit Ronde van Frankrijk | 4                   |
| 1977    |                                            |                          |              |                            |                               |            | 1 rit Ronde van Frankrijk                                                      | 1                   |
| 1978    |                                            |                          |              |                            |                               |            | 1 rit Dauphine Libere, 1 rit Ronde van Frankrijk                               | 2                   |
| 1979    |                                            |                          |              |                            |                               |            |                                                                                |                     |
| 1980    |                                            |                          |              |                            |                               |            |                                                                                |                     |
| 1981    | Ronde van Vlaanderen, Ronde van Lombardije |                          |              |                            |                               |            |                                                                                | 2                   |
| 1982    |                                            |                          |              |                            | G.P Wallonie, G.P Europa      |            |                                                                                | 2                   |
| 1983    | Parijs-Roubaix                             |                          |              |                            |                               |            |                                                                                | 1                   |
| 1984    |                                            |                          |              |                            |                               |            |                                                                                |                     |
| 1985    | Milaan-San Remo                            |                          |              |                            | G.P Europa                    |            |                                                                                | 2                   |

## Resultaten in voornaamste wedstrijden

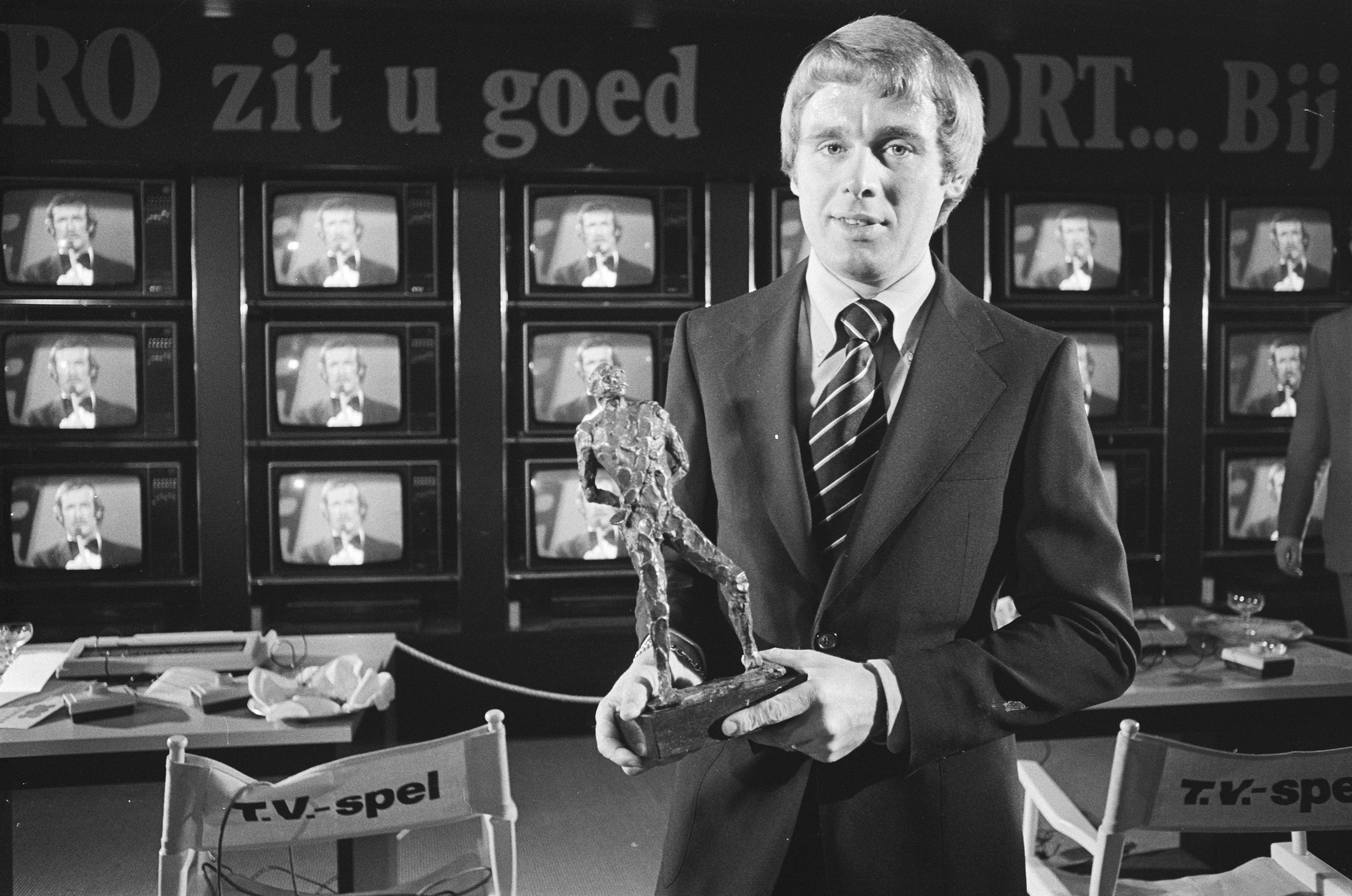
Hennie Kuiper, Sportman van het jaar 1977, met de Jaap Eden

| Jaar | Ronde van Italië | Ronde van Frankrijk | Ronde van Spanje |
| ---- | ---------------- | ------------------- | ---------------- |
| 1973 | 16e              |                     |                  |
| 1974 | opgave           |                     |                  |
| 1975 |                  | 11e                 | 5e (1)           |
| 1976 |                  | opgave (1)          | 6e (1)           |
| 1977 |                  | ↑ (1)               |                  |
| 1978 |                  | opgave (1)          |                  |
| 1979 |                  | 4e                  |                  |
| 1980 |                  | ↑                   |                  |
| 1981 |                  | 30e                 |                  |
| 1982 |                  | 9e                  |                  |
| 1983 |                  | opgave              | 5e               |
| 1984 |                  | 56e                 |                  |
| 1985 |                  | opgave              |                  |
| 1986 | 22e              |                     |                  |
| 1987 | 44e              |                     |                  |
| 1988 |                  | 95e                 |                  |

| Jaar | Milaan-San Remo | Gent-Wevelgem | Ronde van Vlaanderen | Parijs-Roubaix | Amstel Gold Race | Luik-Bast.‑Luik | Ronde van Lombardije | Parijs-Brussel | Parijs-Tours | Waalse Pijl |  | WK op de weg |  | Wereldranglijsten |
| ---- | --------------- | ------------- | -------------------- | -------------- | ---------------- | --------------- | -------------------- | -------------- | ------------ | ----------- |  | ------------ |  | ----------------- |
| 1973 | 58e             | 46e           | 36e                  | 31e            | 5e               |                 | opgave               |                | 30e          | 57e         |  |              |  |                   |
| 1974 | 26e             | 33e           | 55e                  | 42e            | 15e              | 12e             |                      | 24e            |              | 19e         |  |              |  |                   |
| 1975 | 36e             |               | opgave               | 29e            | 9e               | 27e             |                      | 7e             |              | 22e         |  | ↑            |  | 9e (SPP)          |
| 1976 | 67e             |               | 44e                  | 4e             | 5e               | 5e              |                      | Zilver         | 14e          | 29e         |  | 21e          |  | 9e (SPP)          |
| 1977 | 104e            |               | 13e                  | 10e            | ↑                | opgave          |                      | 6e             | ↑            | 14e         |  | 4e           |  | 12e (SPP)         |
| 1978 | 26e             |               | 15e                  | 6e             | 5e               | 6e              |                      | 18e            | 11e          | 6e          |  |              |  | 6e (SPP)          |
| 1979 |                 | 10e           | 7e                   | ↑              | 12e              | 27e             | 10e                  | 27e            | 17e          | 9e          |  | 19e          |  | 10e (SPP)         |
| 1980 |                 | 8e            | 22e                  | 15e            | 11e              | ↑               | 5e                   | 4e             | 23e          | 7e          |  | opgave       |  | 4e (SPP)          |
| 1981 | opgave          | 103e          | ↑                    | 6e             | 50e              | 12e             | ↑                    | 40e            | 8e           | 45e         |  | 69e          |  | 5e (SPP)          |
| 1982 | 30e             |               | 16e                  | 15e            | 6e               | 23e             | 10e                  | 8e             | 6e           | 5e          |  | 35e          |  | 24e (SPP)         |
| 1983 | 18e             |               | 13e                  | ↑              |                  | 6e              | 4e                   | 22e            | 16e          | 16e         |  | opgave       |  | 10e (SPP)         |
| 1984 | opgave          |               | 31e                  | 9e             | 11e              | 29e             | 14e                  | 21e            | 23e          | 33e         |  |              |  |                   |
| 1985 | ↑               |               | ↑                    | 8e             |                  | opgave          | 31e                  | 51e            | 31e          |             |  | opgave       |  | 10e (SPP)         |
| 1986 | 79e             |               | 24e                  |                | 24e              | opgave          |                      |                | 41e          | 31e         |  |              |  |                   |
| 1987 | 116e            |               |                      | 11e            | 28e              | 51e             |                      | 14e            | 33e          |             |  |              |  |                   |
| 1988 | 50e             |               | 48e                  |                |                  |                 |                      |                |              |             |  |              |  |                   |

## Uitspraken
Een van de uitspraken van Kuiper is: "Wielrennen is eerst het bord van de tegenstander leeg eten, voor je aan je eigen bord begint", waarmee hij bedoelde dat je eerst je tegenstander uitput door hem zoveel mogelijk kopwerk te laten doen waarna je uiteindelijk de beslissende demarrage plaatst.

## Wetenswaardigheden
- Kuiper is een van de weinige renners die olympisch én wereldkampioen op de weg zijn geweest. De anderen zijn Ercole Baldini, Paolo Bettini en Remco Evenepoel.
- Hij is ook een van de weinigen die in een en hetzelfde jaar nationaal kampioen in het veld, óp de weg en wereldkampioen op de weg (1975) is geworden.

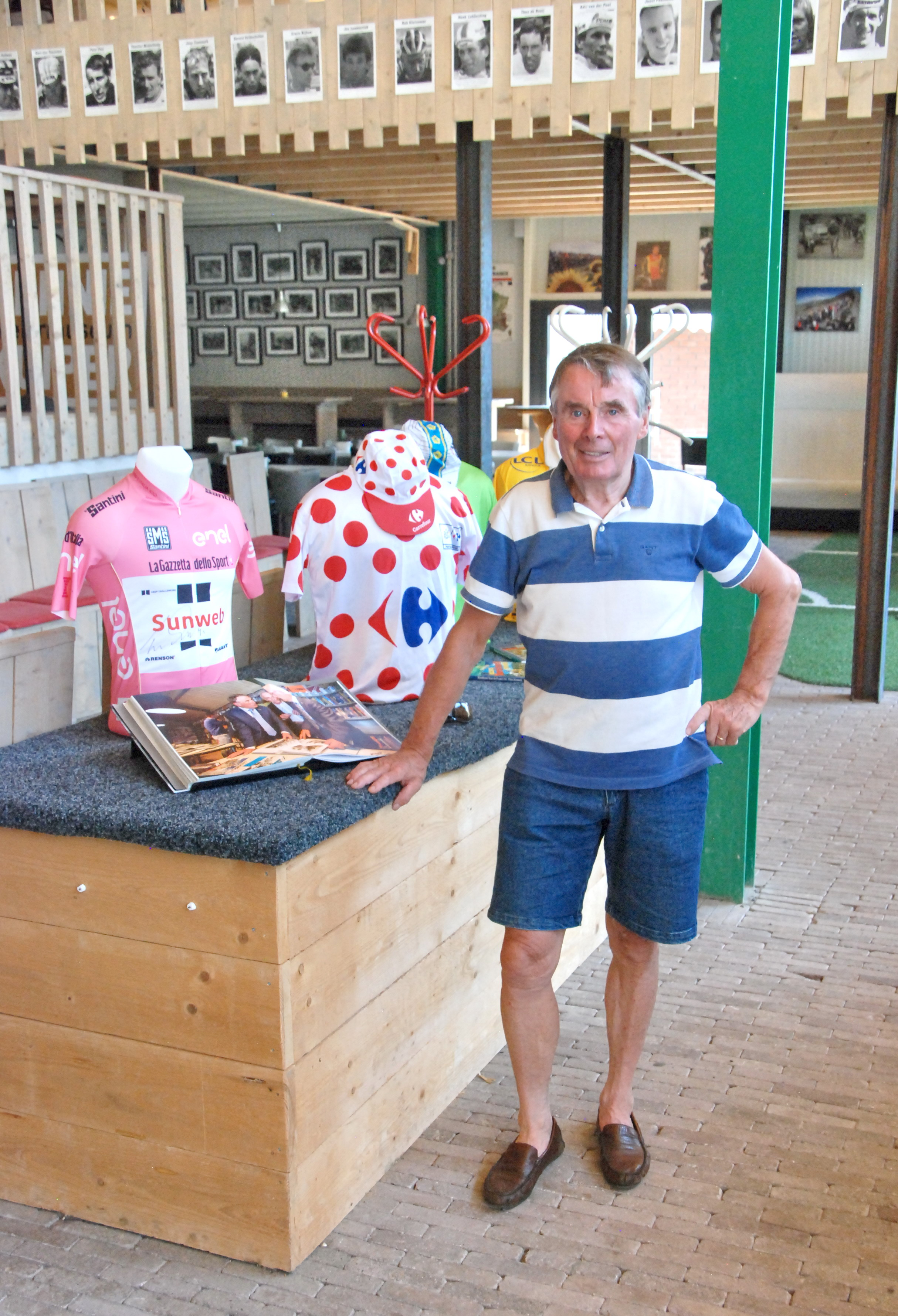
Hennie Kuiper in zijn museum in Denekamp

- Hennie Kuiper in zijn museum in Denekamp In Noord Deurningen heeft zijn neef met hulp van vrijwilligers en Hennie Kuiper zelf in 2017 het Hennie Kuiper Wielermuseum opgezet, waarin de carrière van Hennie Kuiper aan de hand van zijn fietsen, truien, prijzen etc. wordt weergegeven.
- Kuiper houdt het record van meeste uitgereden Monumenten. In 58 van de 66 koersen haalde hij de eindstreep.

## Vernoemingen
- LINT-treinstel 45 van vervoersmaatschappij Syntus is vernoemd naar Kuiper.
- In Geulhem (gemeente Valkenburg aan de Geul) ligt de "Hennie Kuiper-allee", een kort weggetje langs enkele huizen, naast de doorgaande weg. Kuiper sneed hier de weg af in de Amstel Gold Race van 1982. De bewoners hebben er een onofficieel straatnaambordje opgehangen.

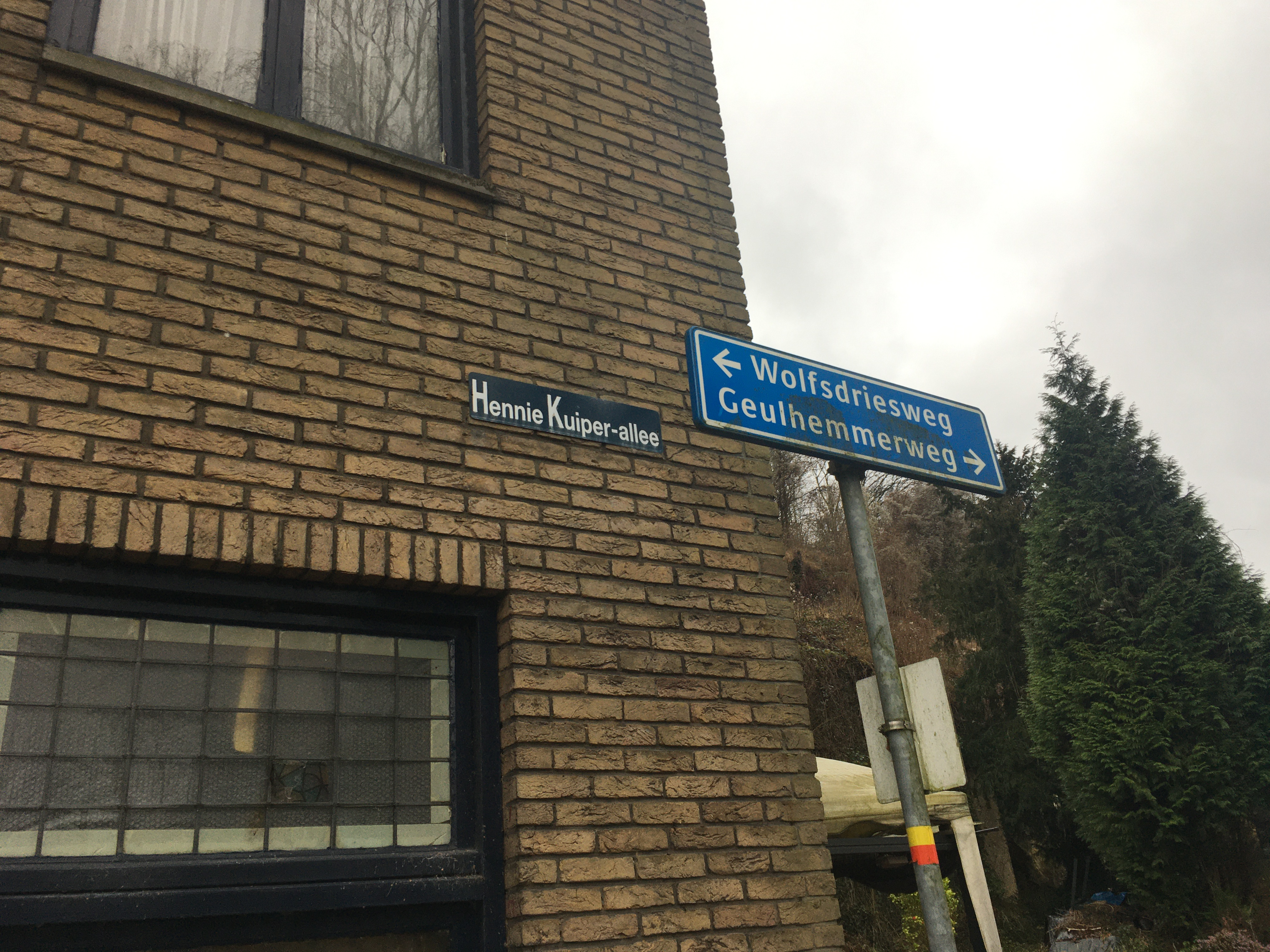

- In zijn woonplaats Noord Deurningen is een fietstunnel vernoemd naar Kuiper en in Oldenzaal een viaduct.
- In het centrum van Oldenzaal ligt sinds december 2018 een reeks hall-of-fame-tegels van olympische sporters uit of wonend in Oldenzaal tijdens het behalen van een olympische plak, waaronder Hennie Kuiper, die in 1972 in Oldenzaal woonde.

## Boek
- In november 2017 kwam zijn boek "Hennie Kuiper Kampioen Wilskracht" uit over zijn carrière. Samengesteld door Joop Holthausen, Jacob Bergsma, Kuiper zelf en zoon Bjorn Kuiper. Voorwoord van Eddy Merckx.